# Mehmet Akif Önal
Mehmet Akif Önal (* 1. Januar 1990 in Tirebolu) ist ein türkischer Fußballtorhüter.

## Karriere
Önal begann mit dem Fußballsport in der Jugend von Altunsuidmanyurduspor und wechselte 2006 in die Nachwuchsabteilung von Giresunspor. Hier erhielt er zwar 2009 einen Profivertrag, spielte aber weiterhin zweieinhalb Jahre für die Reservemannschaft. Im Herbst 2011 wurde er in die Profimannschaft aufgenommen und gab in einer Pokalbegegnung sein Debüt. Für die Rückrunde der Saison 2013/14 wurde er an den Viertligisten Yimpaş Yozgatspor ausgeliehen, kehrte aber zur Rückrunde zu Giresunspor zurück. Mit diesem Verein beendete er die Saison 2013/14 als Meister der TFF 2. Lig und stieg in die TFF 1. Lig auf.
Im Sommer 2014 wechselte Önal zum Viertligisten Erzincan Refahiyespor.

## Erfolge
Mit Giresunspor
- Meister der TFF 2. Lig und Aufstieg in die TFF 1. Lig: 2013/14